# Яблунівська сільська рада (Мукачівський район)
| Яблунівська сільська рада — колишній орган місцевого самоврядування у Мукачівському районі Закарпатської області з адміністративним центром у с. Яблунів. Сільській раді підпорядковані населені пункти: - с. Яблунів - с. Новоселиця |

## Склад ради
Рада складається з 12 депутатів та голови.

## Керівний склад сільської ради
Сільський голова          Мочан Віра Василівна
Примітка: таблиця складена за даними джерела